# 胡芳桂
胡芳桂（？—？），四川重庆府巴縣人。

## 生平
万历三十七年（1609年）己酉科四川乡试举人，四十一年（1613年）癸丑科進士，万历末任池州府知府，因京债逼迫，托腹吏毛凤超等，住富民赵克、富监、崔见洲家，各借银二百两偿债，被巡按御史房可壮弹劾。天啓中复官南户部福建司员外郎，疏参给事中胡永顺、御史陆师贽、易应昌、房可壮等，晋山西司郎中，升任黄州府知府，崇祯初以阉党被削籍。